# 詹姆斯·德怀特
詹姆斯·德怀特（英語：James Dwight，1852年7月14日—1917年7月13日），生于法国巴黎，美国男子网球运动员。他曾获得1882年、1883年、1884年、1886年和1887年美国网球公开赛男子双打冠军。